# 22a edició dels Premis Sant Jordi de Cinematografia
La 22a edició dels Premis Sant Jordi de Cinematografia (aleshores encara oficialment Premios San Jorge) va tenir lloc el 27 d'abril de 1978, patrocinada pel "Cine Forum" de RNE a Barcelona dirigit per Esteve Bassols Montserrat i Jordi Torras i Comamala, i per la Diputació de Barcelona. Es va atorgar el premi especial l'Institut del Cinema Català, per la seva tasca divulgativa.
L'entrega de premis va tenir lloc al Gran Hotel Sarrià de Barcelona en un acte presentat pel director de RNE i TVE a Barcelona Jorge Arandes, el delegat de Cultura de la Rosa, i el subdirector de TVE Catalunya Joan Munsó i Cabús. Hi van assistir, entre d'altres, Carmen Maura, Emma Cohen i Francesc Rovira-Beleta. El premi a l'ICC fou recollit per Josep Maria Forn i Carles Duran i Tegido. El premi a la millor pel·lícula infantil fou declarat desert, però es va concedir una menció especial al Cinema Atenas.

## Premis Sant Jordi
| Categoria                          | Premiat                       | Labor premiada                                                        |
| ---------------------------------- | ----------------------------- | --------------------------------------------------------------------- |
| Millor pel·lícula espanyola        | Tigres de papel               | Pel·lícula                                                            |
| Millor pel·lícula estrangera       | Lenny (pel·lícula)            | Bob Fosse                                                             |
| Millor interpretació espanyola     | Héctor Alterio                | A un dios desconocido                                                 |
| Millor interpretació estrangera    | Robert De Niro                | Mean Streets Taxi Driver Novecento New York, New York The Last Tycoon |
| Millor pel·lícula infantil         | Cine Atenas (menció especial) |                                                                       |
| Menció a la millor sala exhibidora | Cine Alexandra                | -                                                                     |
| Premi a la millor sala especial    | Cinema Padró                  | -                                                                     |
| Millor curtmetratge                | Madison                       | Josep Antoni Salgot i Vila Carles Jover i Ricart                      |
| Premi Especial del Jurat           | Institut del Cinema Català    | -                                                                     |